# 山本サトシ
山本 サトシ（やまもと サトシ、1965年12月17日 - ）は、京都府京都市生まれ の日本の男性漫画家。
以前は本名の山本智（読み同じ）名義で執筆していた。

## 略歴
- 1993年、『週刊少年サンデー』（小学館）誌上にて『鬼面戦士』でデビュー。その後何本か『週刊少年サンデー』で読み切り作品を発表。
- 1998年14号から2000年11号まで、『週刊少年サンデー』にて初の連載作品『風の伝承者』を連載。
- 連載終了後約1年間をおいて、小学館学年誌の2001年4月号から『ポケットモンスターSPECIAL』の作画担当を体調不良で降板した真斗から引き継いで現在に至る。
- 2010年4月から約1年間、『GAKUMANplus』にてを三銃士を基にした三谷幸喜脚色の人形劇のコミカライズ『勇気!友情! 新・三銃士』を連載。

## 作品リスト
- 『風の伝承者』小学館〈少年サンデーコミックス〉全10巻（原作：若桑一人、『週刊少年サンデー』1998年14号 - 2000年11号）
- 『ポケットモンスターSPECIAL』小学館〈てんとう虫コミックススペシャル〉既刊64巻（原作：日下秀憲） - 10巻以降の作画を担当。